# Klubovella
Klubovella es un género de foraminífero bentónico de la subfamilia Endothyrinae, de la familia Endothyridae, de la superfamilia Endothyroidea, del suborden Fusulinina y del orden Fusulinida. Su especie tipo es Klubovella konensis. Su rango cronoestratigráfico abarca el Fameniense (Devónico superior).

## Discusión
Clasificaciones más recientes incluyen Klubovella en el suborden Endothyrina, del orden Endothyrida, de la subclase Fusulinana de la clase Fusulinata.

## Clasificación
Klubovella incluye a la siguiente especie:
- Klubovella konensis †